# Zalom (Nkolmetet)
Pour les articles homonymes, voir Zalom.
Zalom est un village du Cameroun, situé dans la commune de Nkolmetet, le département du Nyong-et-So'o et la région du Centre.

## Population
En 1963, Zalom comptait 226 habitants, principalement des Bané. Lors du recensement de 2005, on y a dénombré 224 personnes.